# Reformation in Bad Grönenbach

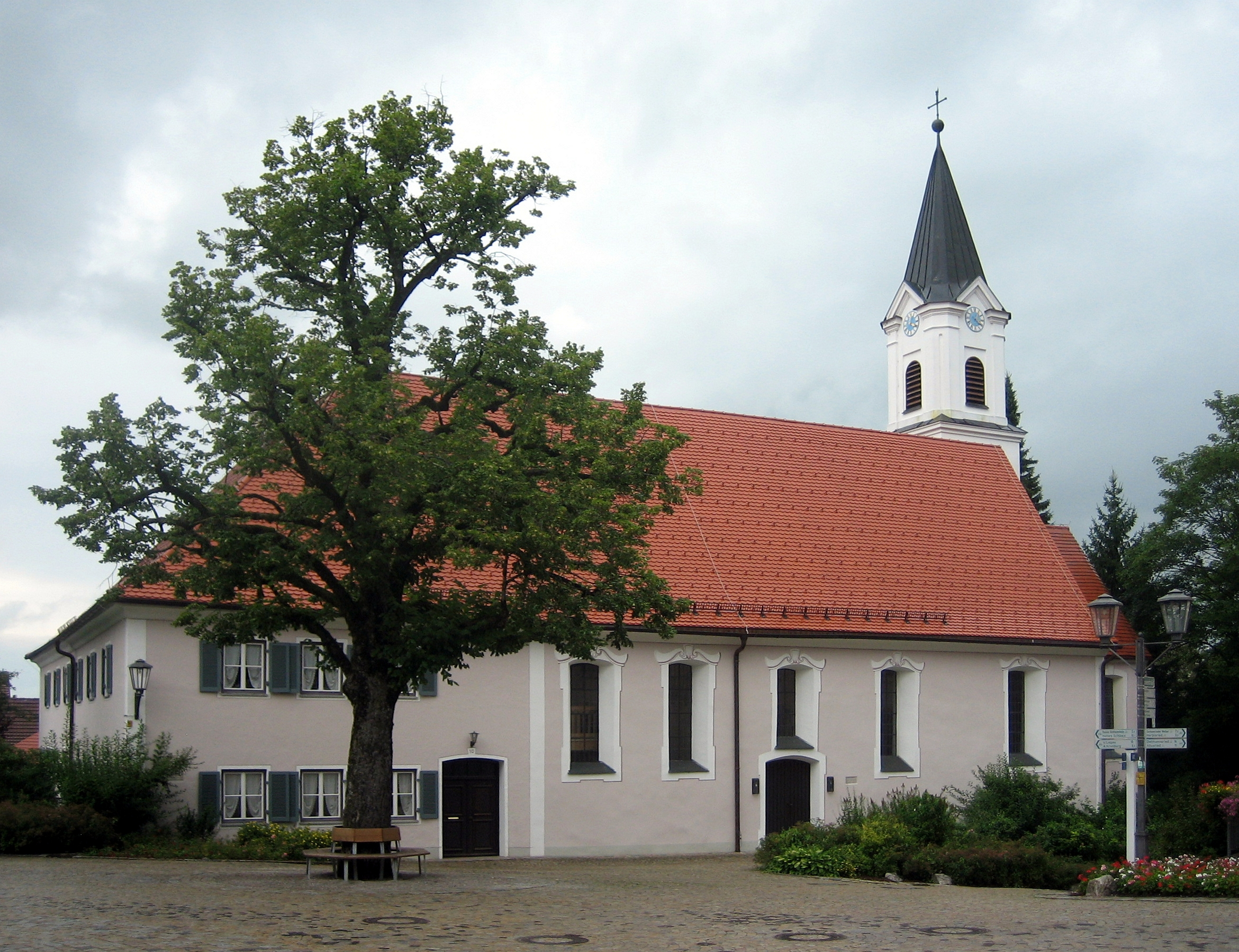
Die Spitalkirche in Bad Grönenbach

Die Reformation in Bad Grönenbach betrieb ab 1559 Philipp von Pappenheim. Sie führte fast zwei Jahrhunderte lang zu Streitigkeiten und zuweilen handfesten Auseinandersetzungen zwischen den Reformierten und den Angehörigen der katholischen Kirche in der bayerischen Gemeinde. Im 18. Jahrhundert kam es dann so weit, dass sich Reformierte zur Auswanderung gezwungen sahen. Die evangelisch-reformierte Kirchengemeinde in Bad Grönenbach und die Schwestergemeinde in Herbishofen sind die ältesten in Bayern und gehören zu den ältesten in Deutschland.

## Ausgangssituation

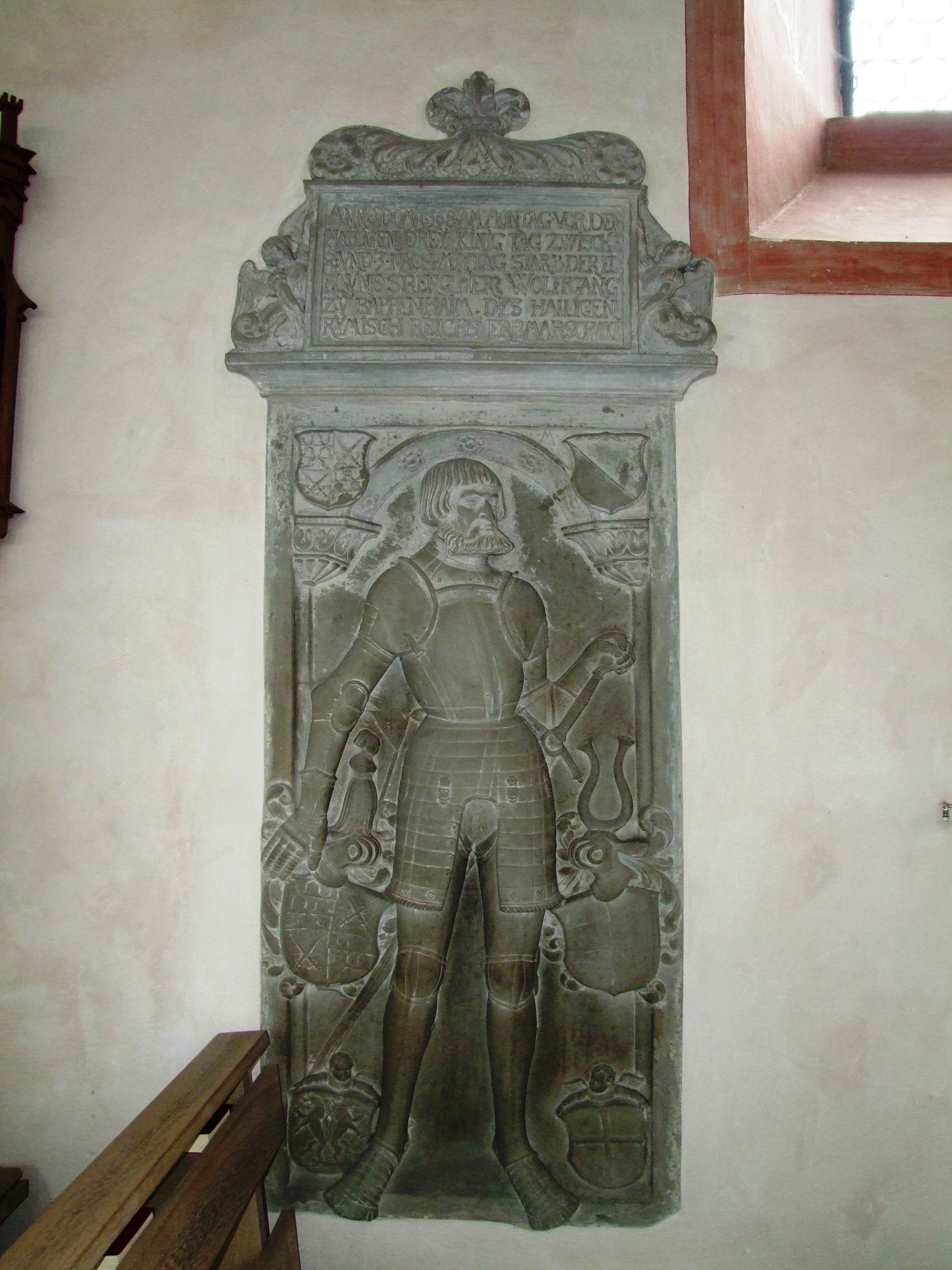
Wolfgang von Pappenheim († 1558)

In der Reichsstadt Memmingen in der Nähe von Grönenbach bahnte sich bereits Anfang des 16. Jahrhunderts die Reformation nach der Lehre Ulrich Zwinglis an. Im weiteren Verlauf der Reformation in Memmingen nahm man dort die Confessio Augustana und damit das lutherische Bekenntnis an. Die im Süden Grönenbachs gelegene Reichsstadt Kempten wurde im 16. Jahrhundert lutherisch. In Grönenbach herrschten damals die Herren von Pappenheim. Nach dem Tode Wolfgangs von Pappenheim im Jahr 1558 beschlossen seine Söhne Philipp, Wolfgang und Christoph, sich auf Wallfahrt nach Jerusalem zu begeben. Philipp änderte jedoch bereits in Venedig seine Meinung und beschloss, über die Schweiz und Zürich zurückzukehren. In Zürich lernte er den reformierten Prädikanten Bächli kennen und nahm das calvinistische Bekenntnis an.
Die Reformation stellte für das gesamte Haus Pappenheim eine schwierige Herausforderung dar. Durch das Reichsmarschallamt war der Senior des Hauses Pappenheim zum Dienst am Kaiserhof verpflichtet. Bei diesem Dienst und der Haltung Karl V. († 1558) zur Reformation war es unmöglich, sich den katholischen Zeremonien zu entziehen. Ein weiterer Grund, sich erst spät der Reformation zuzuwenden, war, dass einige Agnaten derer von Pappenheim hohe kirchliche Ränge innerhalb der katholischen Kirche hatten, so u. a. der Fürstbischof von Eichstätt Christoph von Pappenheim († 1539) und der Bischof von Regensburg Georg von Pappenheim († 1563).
Die reformierte Lehre nach Calvin und Zwingli unterscheidet sich in wichtigen Aspekten vom evangelisch-lutherischen Bekenntnis. Beide Konfessionen berufen sich zwar auf die „vier Soli“ (Sola fide, Sola gratia, Solus Christus, Sola scriptura), sind sich jedoch in einigen wichtigen Punkten nicht einig, etwa in der von Calvin vertretenen Prädestinationslehre, nach der jedem Menschen von Gott vorherbestimmt sei, ob er sich auf dem Weg zur Seligkeit oder zur Verdammnis befindet. Die Calvinisten lehnen auch die Realpräsenz Jesu Christi während des Abendmahles ab.

## Einführung der Reformation (1559–1619)
Als Philipp von Pappenheim in Begleitung des Prädikanten Bächli von Zürich nach Grönenbach zurückkehrte, führte er nach dem Grundsatz cuius regio, eius religio die reformierte Konfession nach Zwingli und Calvin für seine Untertanen in den Ortschaften Grönenbach, Rothenstein, Theinselberg, Herbishofen, Ittelsburg und Herbisried ein. Allerdings war Philipp von Pappenheim nur Herr eines Teils der Güter in diesen Orten. Nach dem Konfessionswechsel verweigerten die konvertierten Untertanen dem Kollegiatstift in Grönenbach die Zahlung des Zehnten. Philipp setzte gegenüber seinem katholischen Vetter Alexander II. von Pappenheim durch, dass der calvinistische Prädikant aus den Stiftseinnahmen jährlich mit zweihundert Gulden zu bezahlen war. Am 30. Mai 1577 schlossen Philipp und Alexander einen Vertrag zur Regelung der Ausgaben des Stifts. Statt ursprünglich sechs waren nur noch drei katholische Priester mit jährlich je 120 Gulden, der reformierte Prädikant mit 200 Gulden und der calvinistische Schulmeister mit 16 Gulden und zwei Malter Roggen zu entlohnen. Seit dem Jahre 1559 wurde die Stiftskirche St. Philipp und Jakob als Simultankirche von den Katholiken und den Calvinisten benutzt.
Weil der Zürcher Prädikant Bächli die Reformation in Grönenbach einführte, bestand viele Jahre eine enge Beziehung der reformierten Gemeinde in Grönenbach zu Zürich. So wurden aus der Schweiz insgesamt 17 Prediger (davon 13 direkt aus Zürich) nach Grönenbach entsandt. Die Schweizer Glaubensbrüder unterstützten die Grönenbacher nicht nur durch die Entsendung von Priestern, sondern Zürich übernahm bis zum Ende des 18. Jahrhunderts sogar die Pfarrbesoldung der reformierten Prediger in Grönenbach.
Das Vorgehen Philipps bei der Einführung der calvinistischen Konfession führte dazu, dass selbst Kaiser Rudolf II. in einem Schreiben vom 2. März 1577 Stellung bezog. Philipp von Pappenheim wurde aufgefordert, von einer weiteren Teilung des Kollegiatstifts abzusehen und sich mit seinem Vetter Alexander zu einigen., was mit dem Vertrag von 1577 kodifiziert wurde. Im Jahr 1601 erwirkte Alexander wiederum ein Schreiben von Kaiser Rudolf II. an Philipp mit dem Zweck, den Katholizismus und das Kollegiatstift in Grönenbach aufrechtzuerhalten. Kaiser Rudolf II. verordnete darin den „Ehrwürdigen Hainrich, bischoffen zu Augsburg, und Johann Adamen Abten des Sftiffts Kempten, und deren Amtsnachfolger des Stiffts und Collegii Grönenbach als respective in spiritualibus Ordinarium als auch der weltlichen Obrigkeit halber zu Conservatoren, Handhaber und Beschützer, daß sie die Kollegiatkirche und Stifft und Dechenei zu Grönenbach […] erhalten“.
Gegen Ende des Lebens und nach dem Tode Philipps von Pappenheim († 1619) wurde die Einführung der Reformation von seinen Erben nicht mehr mit dem gleichen Eifer durchgeführt. Ein Indiz hierfür ist, dass bereits ab 1615 einige Untertanen unter Pfarrer Andreas Epplin vom reformierten calvinistischen Bekenntnis zur katholischen Kirche zurückgekehrt waren.

## Fortgang der Reformation (1619–1626)

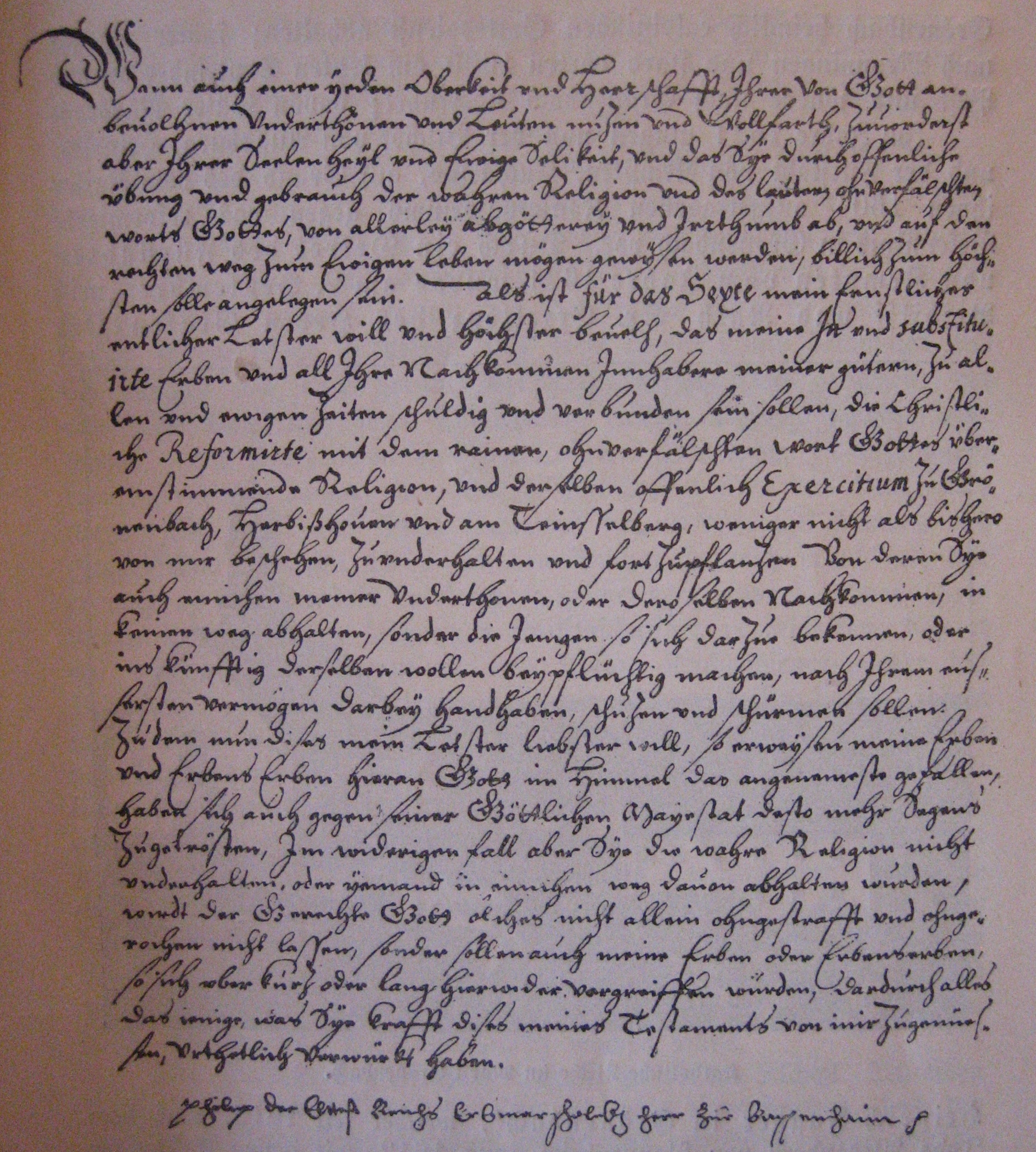
Testament Philipps von Pappenheim, 1613. Original in Donaueschingen

Sechs Jahre vor seinem Tod verfasste Philipp von Pappenheim 1613 sein Testament, in dem er für den Fortbestand der reformierten Konfession in Grönenbach Sorge trug. Unter Androhung des Erbverlustes forderte er von seinen Nachfolgern, die reformierte Lehre zu erhalten und weiterzuführen. Selbst spätere Nachfahren, die wieder zum katholischen Glauben übergetreten waren, unter anderen Graf Wolf Philipp von Pappenheim, wagten nicht, die Untertanen zur Rückkehr in die katholische Kirche zu zwingen. Als Testamentsvollstrecker ernannte Philipp von Pappenheim die freien Reichsstädte Lindau und Memmingen. Die Bürgermeister beider Städte bestätigten die Vollstreckung durch ihre Siegel auf dem Testament.
Mit Bezug auf die Weisung von Kaiser Rudolf II. von 1601 unternahmen 1621 der Bischof von Augsburg Heinrich und der Fürstabt von Kempten Johannes Eucharius einen Vorstoß gegen die Ausübung des calvinistischen Bekenntnisses in Grönenbach. Durch ein Dekret des Fürstabtes von Kempten des Jahres 1621 wurde der calvinistische Prädikant Philippus Gessertus unter Mithilfe des Grafen Otto Heinrich Fugger aus Grönenbach vertrieben und die Simultannutzung der Stiftskirche St. Philipp und Jakob untersagt. Seit dem 2. September 1621 wurde sie wieder allein von den katholischen Gläubigen genutzt. Bis zum Jahr 1624 fand in Grönenbach kein calvinistischer Gottesdienst mehr statt.

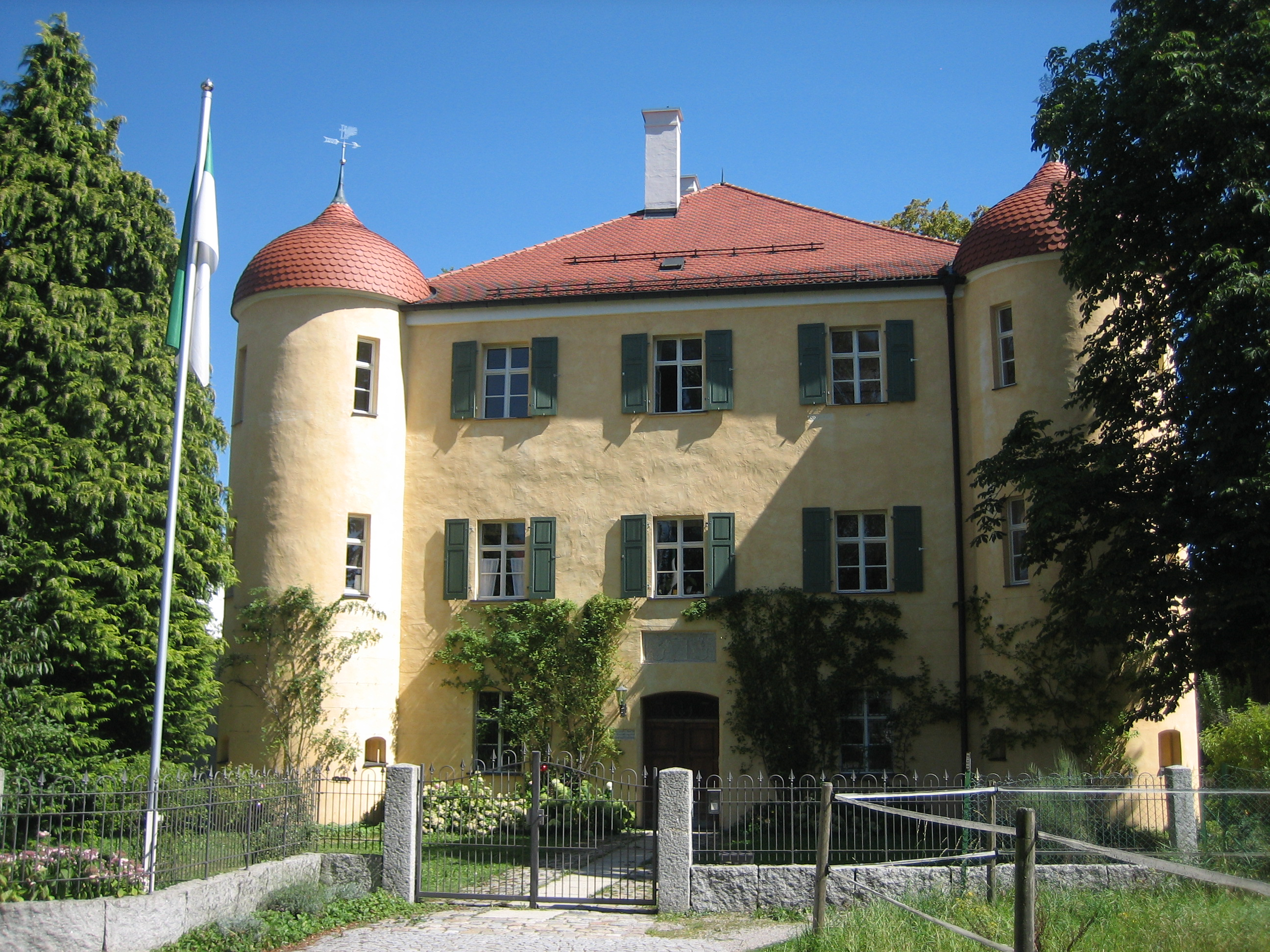
Schlößle in Grönenbach 1563

Der Calvinismus in Grönenbach konnte jedoch nicht gänzlich beseitigt werden. Die Witwe Philipps von Pappenheim, Anna von Pappenheim geborene von Winneberg und Beilstein, beherbergte 1625 im Unteren Schloss zu Grönenbach den calvinistischen Prädikanten Adolf Langhans, der dort heimlich calvinistische Gottesdienste abhielt. Ein Dekret des Fürstabts Johannes Eucharius von Kempten vom 23. Oktober 1625 untersagte daraufhin die weitere Ausübung der calvinistischen Lehre im Unteren Schloss sowie eine weitere Beherbergung des Prädikanten Langhans in Grönenbach. Das wurde jedoch nicht befolgt; im März 1626 wurde daraufhin der Prädikant Adolf Langhans auf seinem Weg nach Theinselberg im Schulerloch bei Grönenbach verhaftet und auf die Burg Liebenthann verbracht. Adolf Langhans wurde am 13. April 1626 mit der Auflage, nicht mehr nach Grönenbach zurückzukehren, und Auferlegung einer Strafe von 100 Gulden freigelassen. Er zog sich nach Theinselberg zurück, blieb jedoch auch weiterhin mit den reformierten Gläubigen in Grönenbach in Verbindung.

## Von der Augsburger Konfession bis zum Ende des Dreißigjährigen Krieges (1626–1648)

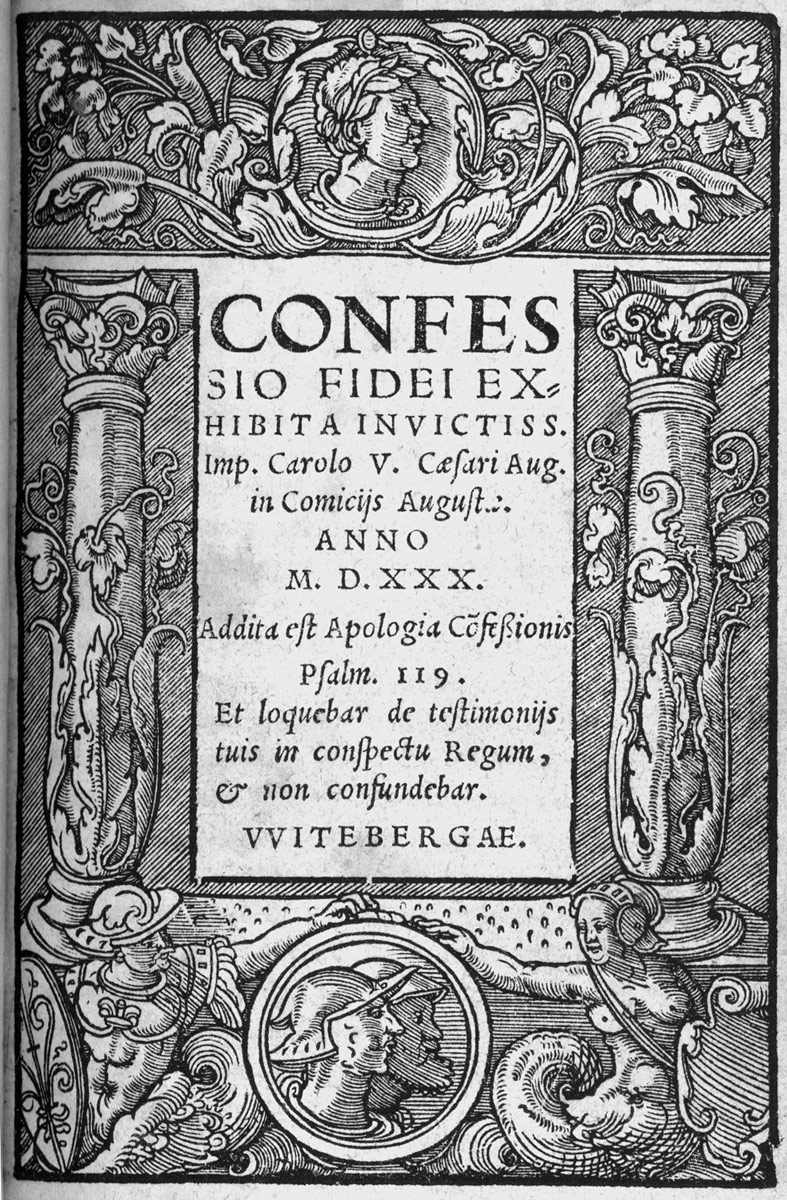
Titelblatt der ersten mit Vorstücken und Anhang versehenen lateinischen Ausgabe der Augsburger Konfession, Wittenberg 1531

Da die Bemühungen des Fürstabtes von Kempten und des Bischofs von Augsburg, den Katholizismus in Grönenbach und das Kollegiatstift im Sinne seiner Stifter wiederherzustellen, gescheitert waren, übertrug der Kaiser die Regelung der religiösen Verhältnisse den Herzögen von Bayern Maximilian I. und Württemberg Johann Friedrich. Diese setzten ab 1626 an Stelle des reformierten calvinistischen Bekenntnisses die Augsburger Konfession durch. Die Entscheidung erkannte der Erbe Philipp von Pappenheims, Marschall Maximilian von Pappenheim an und setzte den lutherischen Prädikanten Johann Herrmann in Grönenbach ein. Er bestimmte, dass das Kollegiatstift und die Stiftskirche St. Philipp und Jakob den Katholiken, die Spitalkirche den Evangelischen gehören sollte.
Die Calvinisten in Grönenbach waren jedoch mit dem Wechsel zum evangelisch-lutherischen Bekenntnis nicht einverstanden und gingen mehrheitlich nach Herbishofen und Theinselberg. Prädikant Johann Herrmann verstarb im Januar 1630 an der Pest. Ihm folgte der Prediger Johann Jakob Trautmann aus Tübingen, der die Witwe Herrmanns heiratete. Johann Jakob Trautmann blieb bis 1632 in Grönenbach und wurde in diesem Jahr von den eingedrungenen Schweden abgesetzt; sie setzten wiederum einen calvinistischen Prädikanten ein. Als die Schweden dann 1634 in der Schlacht bei Nördlingen unterlagen, gewannen die Katholiken auch in Grönenbach wieder die Oberhand und setzten den calvinistischen Prädikanten ab.
In der folgenden Zeit bis zum Ende des Dreißigjährigen Krieges waren in Grönenbach keine reformierten Prediger mehr ansässig. In einem Bericht des Stiftsdechanten Fischer vom 16. Juni 1638 an das Ordinariat in Augsburg wird erwähnt, dass es den Calvinisten in den Jahren 1635 und 1636 verboten wurde, eigene Messen zu feiern. Besonderen Widerstand gegen das Verbot des Calvinismus in Grönenbach leisteten der rotensteinische Vogt Georg Weidlin und seine beiden Söhne Heinrich und Eberhardt. Georg Weidlin unternahm mehrere Versuche, in der Stiftskirche St. Philipp und Jakob auch wieder reformierte Messen abzuhalten. Auch übte er massiven Druck auf das Kollegiatstift in Grönenbach aus und wies die Untertanen in Lachen und Ziegelberg an, keinen Zins an das Kollegiatstift zu zahlen, bis wieder ein weltlicher Administrator eingesetzt werde. Nach Bekanntwerden dieser Vorgehensweise ordneten Otto Heinrich Fugger und der Bischof von Augsburg an, ein Exempel gegen Georg Weidlin und seine Söhne zu statuieren. Aufgrund der Kriegswirren unterblieb dies vorerst und konnte erst vom 14. bis 16. Dezember 1637 vollzogen werden. Es sollte das Verhalten Georg Weidlins bestraft und sämtliche Zinsen und Renten für das Kollegiatstift beschlagnahmt werden. Gegen diese Strafaktion legte Max von Pappenheim im Januar 1638 Beschwerde beim Fürststift in Kempten ein und verwies auf das langjährige Bestehen der reformierten Gemeinde und die vertragliche Regelung von 1577. Dieser Beschwerde widersprach der Stiftsdechant Georg Fischer am 16. Juni 1638 und führte als Gegenargument das Verbot der calvinischen Messe in Grönenbach von 1621 an.
Die Lage eskalierte im Jahr 1645 weiter, nachdem der dem calvinistischen Bekenntnis angehörige Georg Biechteler am 14. September 1645 verstorben war. Unter der Leitung Georg Wiedlins fand ein öffentlicher Leichenzug in calvinistischem Ritus statt, der jedoch offiziell immer noch verboten war. Ohne Erfolg versuchte der Stiftsdekan Nikolaus Brunner, den Leichenzug zu verhindern. Daraufhin legte der Stiftsdekan Nikolaus Brunner am 9. Oktober 1645 Beschwerde beim Fürstabt Romanus in Kempten ein, der sich am 19. Oktober 1645 an Georg Weidlin wandte. Man warf Georg Weidlin die heimliche Wiedereinführung des Calvinismus in Grönenbach vor. Noch am gleichen Tag legte der Fürstabt auch Beschwerde bei Kaiser Ferdinand III. ein. Kaiser Ferdinand III. ersuchte den Reichserbmarschall Caspar Gottfried von Pappenheim, die Vorkommnisse zu untersuchen und Bericht zu erstatten. In dem Bericht vom 6. März 1646 bescheinigte Pappenheim, dass Georg Weidlin keinesfalls den calvinistischen Glauben in Grönenbach wieder einführen wollte. Bei der Begräbnisfeier habe man lediglich einige reformierte Lieder gesungen und eine kurze Ansprache gehalten.
Mit dem Westfälischen Frieden am 24. Oktober 1648 endete zwar der Dreißigjährige Krieg, die Streitigkeiten zwischen Katholiken und Calvinisten in Grönenbach fanden jedoch noch kein Ende. Erst durch weitere Verhandlungen unter Einbeziehung der kaiserlichen Kommissare Franz Johann Bischof von Konstanz und Eberhard III. Herzog von Württemberg konnten einigermaßen geordnete Verhältnisse geschaffen werden.

## Vom Westfälischen Frieden bis zur Ravensburger Signatur (1648–1650)
Eine der Aufgaben nach dem Westfälischen Frieden war, die religiösen Wirren und Streitigkeiten zu beenden. Dafür setzte der Kaiser Kommissare ein, für Grönenbach waren dies die bereits erwähnten Franz Johann, Bischof von Konstanz und Eberhard III., Herzog von Württemberg. Im Westfälischen Frieden von 1648 wurde als annus normalis das Jahr 1624 bestimmt. Dies bedeutete, dass nach dem Prinzip Restitutio in integrum alle religiösen Verhältnisse wieder so herzustellen waren, wie sie am 1. Januar 1624 bestanden.
Bereits 1648 baten die reformierten Gläubigen zu Grönenbach die beiden Kommissare, das Weihnachtsfest im Jahr 1648 in der Stiftskirche St. Philip und Jakob feiern zu dürfen. Dieser Bitte wurde jedoch nicht entsprochen. Im nachfolgenden Jahr, am 15. April 1649, forderte der pappenheim-rotenstein'sche Verwalter Josef Jenisch die beiden Kommissare auf, den calvinistischen Ritus wieder einzusetzen. Er begründete dies mit dem jus patronatus, das die Herren von Pappenheim seit langem ausübten und mit dem der calvinistische Ritus seit dem 1. Januar 1624 in der Spitalkirche zu Grönenbach faktisch bestand.
Die Verhandlungen über die Regelung der religiösen Verhältnisse in Grönenbach fanden ab 22. April 1649 in Memmingen statt. Es konnte zunächst keine Klarheit über die Situation am 1. Januar 1624 erzielt werden. Am 27. April 1649 führten der katholische Notar M. Johannes Hainle, der kaiserliche Notar Jakob Schütz (lutherischen Glaubens), von Seiten des Fürstabts von Kempten Johann Rudolph Schad von Bellmont sowie Georg Haimb eine ausführliche Zeugenvernehmung in Grönenbach durch. Für die Fugger nahmen Valentin Zeis und für die Pappenheimer Joseph Jenisch und Georg Weidlin teil. Es wurden insgesamt 43 Zeugen (26 katholische und 17 reformierte) befragt. Die 26 Zeugen der katholischen Seite konnten weder eindeutig bejahen noch verneinen, ob vor 25 Jahren am 1. Januar 1624 eine calvinistische Messe in der Spitalkirche abgehalten wurde. Die Aussagen der 17 Zeugen der reformierten Seite, dass der Prädikant Adolf Langhans am 1. Januar 1624 eine Predigt in der Spitalkirche gehalten habe, erwiesen sich später als falsch, da beispielsweise der Prädikant Adolf Langhans noch am 28. und 30. Dezember 1623 Taufen in einer Gemeinde in der Oberpfalz durchgeführt hatte und deshalb nicht bereits am 1. Januar 1624 in Grönenbach sein konnte.

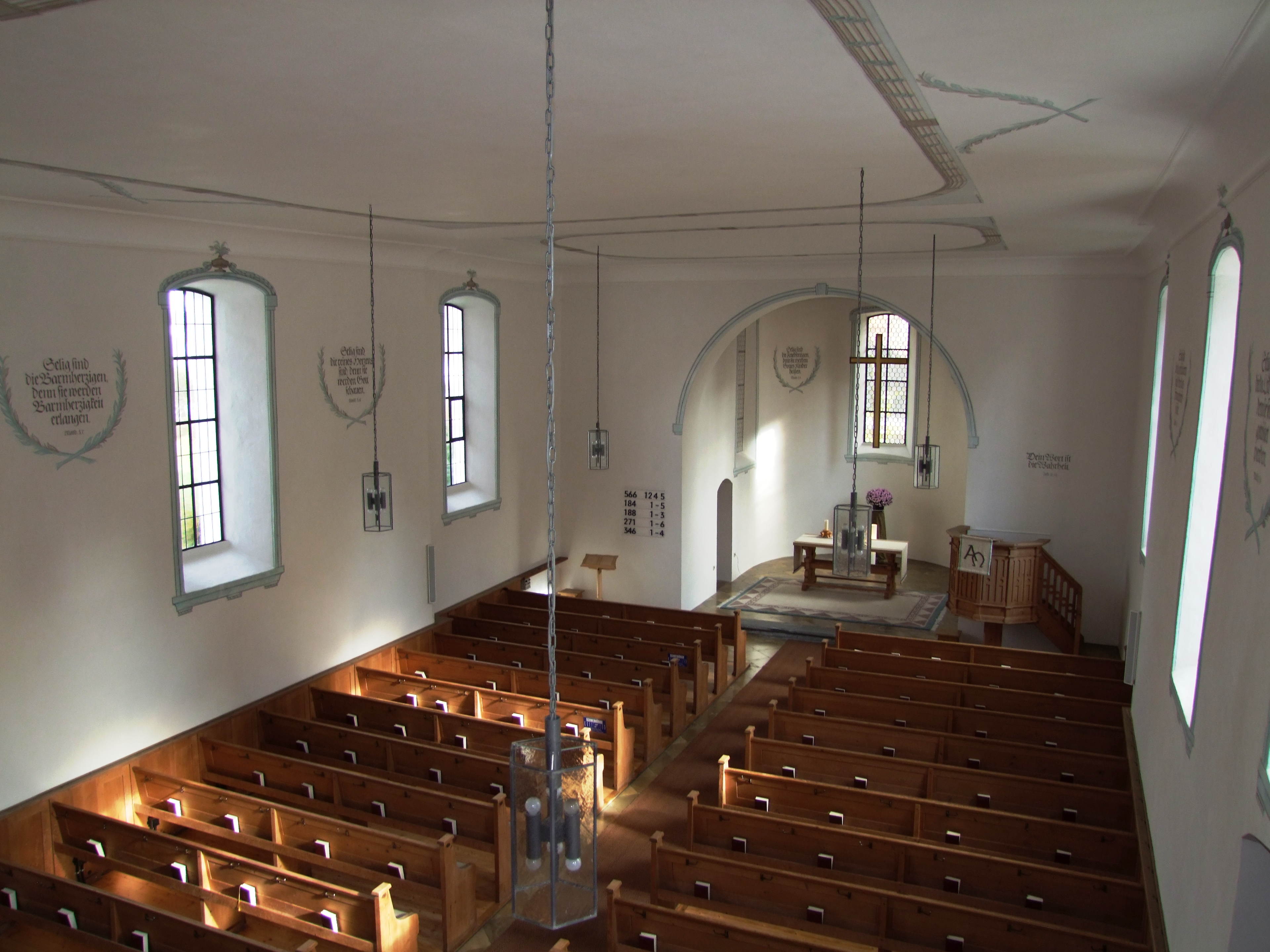
Innenansicht der Spitalkirche in Bad Grönenbach

Am 19. Mai 1649 erging der Beschluss der beiden kaiserlichen Kommissare. In der Lindauer Signatur, unterzeichnet von Wolf Christoph von Bernhausen, Hans Albrecht von Wöllwarth, Dr. G. Köberlin und Bernhard Plöner, wurde festgestellt, dass am 1. Januar 1624 faktisch durch das jus patronatus der Herren von Pappenheim, in der Nachfolge des Philipp von Pappenheim, die calvinistische Konfession in Grönenbach bestand. Aufgrund des Westfälischen Friedens wurden deshalb calvinistische Lehre und Ritus in Grönenbach wieder erlaubt. Die Spitalkirche wurde den reformierten Gläubigen überlassen, die 1649 mit dem Wiederaufbau des 1633 durch die Schweden zerstörten Gotteshauses begannen.
Die unterlegenen Katholiken versuchten mit einem Bescheid vom 31. Mai 1649 im Namen der Fugger und des Fürstabtes Romanus in Kempten der Lindauer Signatur zu widersprechen. Die Begründung lautete, die Lindauer Signatur sei vorschnell ergangen und nicht gründlich genug ausgearbeitet worden. Auch wurde angeführt, dass am 1. Januar 1624 keine öffentliche calvinistische Messe stattgefunden habe und diese allenfalls privat durch einen Prediger zu Herbishofen abgehalten wurde. Des Weiteren wurden die Zeugenvernehmungen, vor allem die gleichlautenden Aussagen der 17 reformierten Zeugen, angezweifelt. Die Reformierten ihrerseits verhandelten erneut über die Aufteilung der kirchlichen Einkünfte und forderten, die Einkommen des katholischen Mesmers und des Stiftsdechanten zugunsten des calvinistischen Prädikanten zu kürzen.
In der Ravensburger Signatur, unterzeichnet von Georgius Köberlin und Dr. B. Nicola Miller vom 21. Juni und 2. Juli 1650 wurde die Lindauer Signatur nochmals bestätigt, auf den Vertrag vom 30. Mai 1577 bezüglich der Aufteilung der kirchlichen Einnahmen verwiesen und festgelegt, dass diese Aufteilung weiterhin Gültigkeit hatte.

## Fortgang der Reformation (1650–1670)

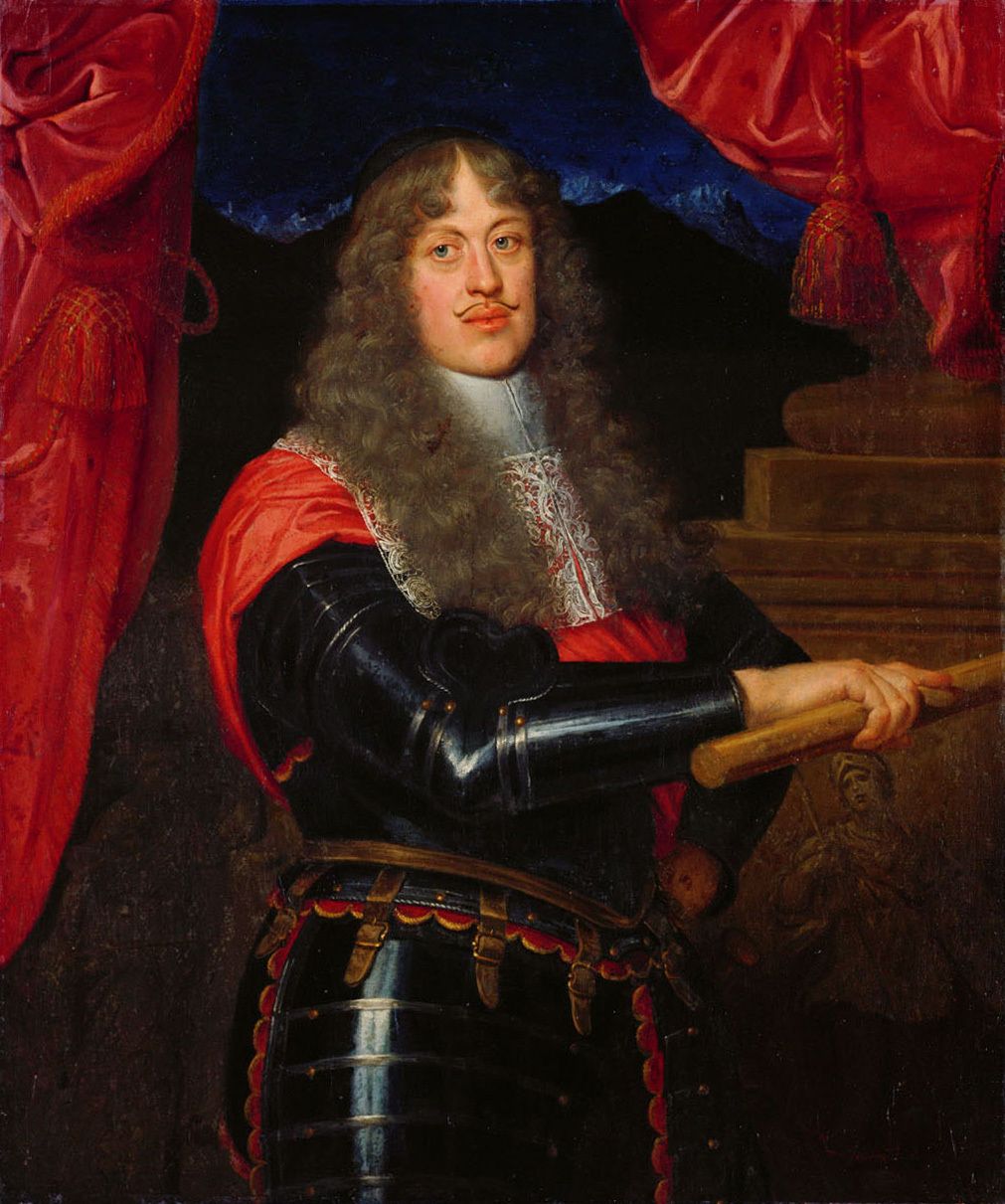
Erzherzog Sigismund Franz von Österreich-Tirol und Bischof von Augsburg

Selbst mit der Ravensburger Signatur des Jahres 1650 kam kein endgültiger Frieden zwischen den Gläubigen zustande. Der Bischof von Augsburg Sigismund Franz, der Fürstabt Romanus von Kempten und Graf Bonaventura Fugger legten Einspruch beim kaiserlichen Reichshofrat ein. Bonaventura Fugger unternahm den Versuch, die beiden Beschlüsse von Lindau und Ravensburg dadurch zu umgehen, dass er die Angelegenheit zur Privatsache der Familien Fugger und Pappenheim erklärte. Dies belegt ein Schreiben von Bonaventura Fugger vom 3. März 1655 an den Fürstpropst Johann Rudolf von Rechberg zu Ellwangen. Sigismund Franz, Bischof von Augsburg, unternahm 1658 erneut einen Versuch, nachzuweisen, dass im Jahr 1624 keinesfalls der Calvinismus in Grönenbach praktiziert wurde. Als im Jahre 1658 die calvinistische Prädikantenstelle frei wurde, erging vom Fürstpropst zu Ellwangen die erfolglose Aufforderung an Graf Wolf Philipp von Pappenheim, die Gelegenheit zu nutzen und den Calvinismus in Grönenbach abzuschaffen. Bereits ab 1660 war ein neuer calvinistischer Prädikant in Grönenbach anwesend und Graf Wolf Philipp von Pappenheim unternahm nichts, dies zu verhindern.
Das Hochstift Augsburg erhielt 1665 von Kaiser Leopold I. die Zusage, eine neue Kommission zur Klärung einzusetzen. Im Jahr 1666 erbaten die reformierten Gläubigen in Grönenbach Hilfe bei den norddeutschen protestantischen Reichsständen. Am 20. bzw. 30. Juli 1666 erhoben die Abgesandten der Fürsten von Kurbrandenburg, der Kurpfalz und Hessen-Kassel auf dem Reichstag in Regensburg Beschwerde bei Graf Wolf Philipp von Pappenheim und forderten, die ständigen Angriffe auf die Calvinisten in Grönenbach zu unterbinden. Kaiser Leopold erneuerte am 7. August 1668 seine Zusage, aufgrund der schriftlichen Eingaben des Hochstifts Augsburg eine neue Kommission zur Klärung der religiösen Verhältnisse in Grönenbach einzusetzen. Am 22. Januar 1669 schrieb Kurfürst Friedrich Wilhelm zu Brandenburg an den Grafen von Pappenheim, dass der Bischof von Augsburg weiterhin an einem Verbot der Ausübung der calvinistischen Lehre in Grönenbach arbeitete. Kurfürst Friedrich Wilhelm hielt dies für sehr bedenklich, da er befürchtete, dass es zu bösen Konsequenzen führen könnte. Eine neue kaiserliche Kommission war jedoch weder im Interesse der reformierten Gemeinde von Grönenbach, die um ihren Besitz fürchtete, noch der beiden Kommissare Franz Johann Bischof von Konstanz und Eberhard III. Herzog von Württemberg. Auch Graf Wolf Philipp von Pappenheim war gegen eine neue Kommission, da er bei einem Bekenntniswechsel seiner Untertanen befürchtete, seine Besitztümer in Grönenbach, Herbishofen und Theinselberg zu verlieren. Er wandte sich am 25. Februar 1669 an die beiden Kommissare, damit diese auf Kaiser Leopold I. einwirkten, keine neue Kommission einzusetzen und alles nach dem Stand der Ravensburger und Lindauer Signatur zu belassen. Die Kommissare Eberhard III. und Bischof Franz Johann drängten in einem Schreiben vom 29. März 1669 an Kaiser Leopold I. darauf, keine neue Kommission einzusetzen, da die religiösen Verhältnisse bereits 1649 und 1650 geregelt wurden und ein neues Verfahren lediglich die Reichsruhe gefährden könnte. Des Weiteren sprächen sich die norddeutschen Reichsstände und Graf Wolf Philipp von Pappenheim ebenfalls für die Beibehaltung des Status quo aus. Die Bemühungen des Bischofs von Augsburg waren damit gescheitert und es blieb bei den Regelungen von Lindau (1649) und Ravensburg (1650).

## Ausklang der religiösen Differenzen (1670–1775)
Nachdem alle Bemühungen, das reformierte calvinistische Bekenntnis in Grönenbach zu verbieten, endgültig gescheitert waren, ließen in den Folgejahren die Streitigkeiten zwischen Katholiken und Calvinisten nach. Die Benutzung der Kirchengebäude St. Philipp und Jakob durch die Katholiken und der Spitalkirche durch die Reformierten war geregelt. Die Frage nach der Rechtmäßigkeit der Ausübung des calvinistischen Ritus wurde nicht mehr gestellt.
In der Folge kam es aber dennoch immer wieder zu Zusammenstößen beider Gruppen bei der Ausübung ihrer Religion. So entbrannte z. B. im Januar 1670 ein handfester Streit über das Begräbnis eines calvinistischen Gläubigen im Ortsteil Zell. Der Dekan von Zell wollte kein Begräbnis nach reformiertem Ritus zwischen den Gräbern der Katholiken dulden. Als der Tote dennoch am 14. Januar 1670 nach diesem Ritus beerdigt wurde, legte der Dekan beim Fürstabt in Kempten Beschwerde ein. Dies führte dazu, dass noch am gleichen Tag der Leichnam exhumiert und nach Herbishofen umgebettet wurde.
Ende des 17. Jahrhunderts sahen sich einige reformierte Gläubige in Grönenbach zur Auswanderung gezwungen. Dies war wohl auf Repressalien durch den Fürstabt von Kempten Rupert von Bodman zurückzuführen. Im Jahre 1692 erwarb dieser von Philipp Gustav von Pappenheim die Burg Rothenstein mit der zugehörigen Ortschaft. Rupert von Bodman gab mehrere Erlasse, die Reformierten betreffend, heraus, unter anderem, dass alle reformierten Untertanen verpflichtet waren, die Feldarbeiten auch an Festen zu Ehren der Muttergottes einzustellen. Dies war aber sicher nicht der einzige Grund, der 1697 und 1704 zur Auswanderung von rund einem Dutzend Reformierten Gläubigen nach Burg bei Magdeburg führte.

## Vom Katechismusstreit bis zur Säkularisation (1775–1803)

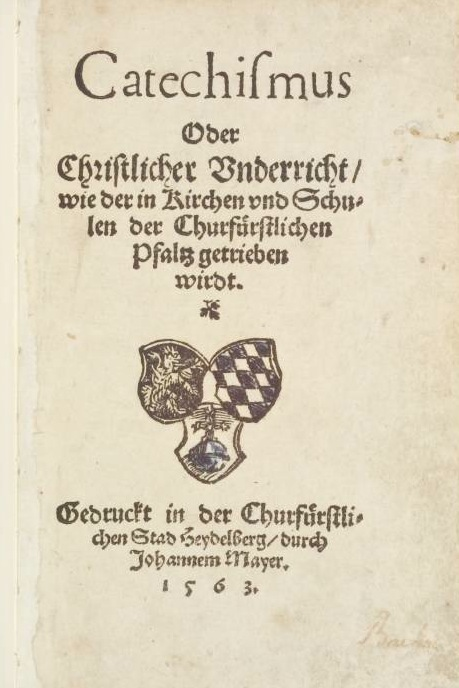
Heidelberger Katechismus von 1563

Ursprünglich verwendeten die Reformierten in Grönenbach einen in Zürich gedruckten Schweizer Katechismus. Später wurde der Heidelberger Katechismus in der Schaffhausener Auflage von 1763 eingeführt. Der Streit entzündete sich an Frage 80: Was ist das Messopfer? Als Antwort auf diese Frage wird davon berichtet, dass es sich dabei u. a. um eine vermaledeite Abgötterei handele. Um die Verwendung dieses Katechismus zu klären, setzte Der Fürstabt von Kempten Honorius Roth von Schreckenstein eine Kommission ein, bestehend aus dem Propst Ulrich von Hornstein zu Grönenbach, den Hofräten Treuchtlinger und Feigele und dem Hofkammerrat Scholl. Sie kam 1775 zu dem Schluss, dass die Verwendung dieses Katechismus im Gebiet des Fürststifts Kempten nicht geduldet werden soll. Der Katechismus dieser Auflage wurde 1775 verboten. Alle Exemplare, auf dem Gebiet Grönenbachs 342, mussten nach Kempten abgeliefert werden.
Im Zuge der Säkularisation 1803 wurden alle Besitzungen durch das Kurfürstentum Bayern eingezogen sowie das Hochstift Augsburg und das Fürststift Kempten aufgehoben. Mit der Proklamation der Religions- und Gewissensfreiheit wurden die letzten Streitigkeiten zwischen den Katholiken und Reformierten in Grönenbach beigelegt. Im Jahr 1808 erwarben die Reformierten in Grönenbach die ihnen bis dahin zum Gebrauch überlassene Spitalkirche käuflich.

## Situation im 20. und 21. Jahrhundert
Nach den vielen Querelen existieren beide Konfessionen in Bad Grönenbach heute einträchtig nebeneinander. Gegen Ende des Jahres 2010 waren in Bad Grönenbach 56 % der Einwohner römisch-katholisch, 13 % evangelisch-lutherisch und weitere knapp 11 % evangelisch-reformiert.